# Nationalisme niçois

Le drapeau du comté de Nice

Le nationalisme niçois désigne un ensemble de mouvements culturels et politiques revendiquant entre autres une large autonomie voire l’indépendance du pays niçois, la défense de la langue niçoise, la révocation du traité de Turin de 1860 qui incorpora le comté de Nice, devenu arrondissement de Nice à la France centralisée. 
Plus généralement il s’agit d'affirmer l'identité culturelle de Nice, trop souvent assimilée à la Provence dominée par Marseille et s’étendant jusqu’à l’embouchure du Var à l’ouest de la ville, ou à une Côte d’Azur à la délimitation géographique assez floue. 